# Procesado de los alimentos

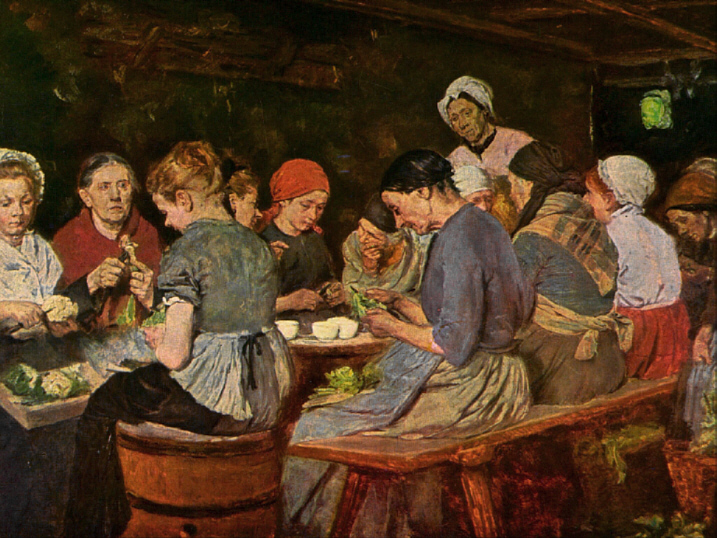
Factoría de envasado - Max Liebermann (1879)

El procesado y conservación de los alimentos es el conjunto de procesos realizados por la industria alimentaria en las diferentes partes de la cadena de producción, transporte, venta y consumo.
Inicialmente apareció la conservación de alimentos y posteriormente los conocidos como alimentos procesados. Inicialmente la conservación evitó su deterioro permitiendo su utilización durante muchos más tiempo tanto para ser usados en otros lugares como en otros períodos de tiempo. La conservación de alimentos se debió tanto a la producción excesiva en un momento dado de ciertos productos -vegateles, legumbres, etc.- para los que no existe demanda y, mediante la conservación se traslada su consumo a otra época como para permitir su consumo en situaciones de difícil acceso a ciertos alimentos -pesca en alta mar, guerras, etc.-. 
La aparición de técnicas de conservación ha permitido posteriormente el procesado de alimentos que ha ampliado la gama de preparados alimenticios que son procesados y elaborados por la industria alimentaria. Los alimentos ultraprocesados y bebidas ultraprocesadas son perjudiciales para la salud y una alimentación segura y sana.

## Procesos
Por regla general los alimentos recolectados se suelen someter a un proceso posterior, bien sea para su consumo inmediato, bien sea para su conservación posterior. La misión es detener la actividad microbiana que deteriore el alimento y no permita su consumo. El proceso es una tarea que se realiza en origen, por regla general en la industria de la alimentación, y que es previa a su comercialización.
Los métodos se caracterizan por la disminución de temperaturas hasta que cesa la actividad de reproducción bacteriana y de vida de los microorganismos, posee además como característica que detiene la descomposición del alimento. Se caracterizan por tener que mantener lo que se denomina cadena del frío. Estos métodos pueden ser:
- Refrigeración - Se suele entender por refrigeración al intervalo que va desde los 2 y 5 °C en frigoríficos industriales, y entre 8 y 15 °C en los frigoríficos domésticos
- Congelación - Es la congelación de los alimentos hasta llegar a temperaturas de -30 °C
- Ultra congelación - Se entiende así a un proceso de congelación que debe alcanzar temperaturas inferiores a -40 °C en un periodo no mayor de dos horas.

### Conservación por el calor
El método de conservación de alimentos mediante calor es menos efectivo que el de frío. Por regla general la idea es detener el crecimiento de la población de bacterias mediante el uso de calor. Los métodos empleados en este caso son:
- Escaldado - En el caso de verduras interrumpe la acción enzimática
- Cocción
- Pasteurización - Uperización
- Esterilización -

(ciencia alimentos)

### Conservación por curado
Este método suele ser muy aplicado al objeto de poder ser transportado más allá de sus orígenes de producción:
- Sazonado
- Ahumado

### Conservación por medios químicos
- Agentes antimicrobianos - desinfectantes y fungicidas (por regla general ozono)